# Партизанский сельсовет (Алтайский край)
Партизанский сельсовет — муниципальное образование со статусом сельского поселения и административно-территориальное образование в Бурлинском районе Алтайского края России. Административный центр — село Партизанское.

## Население
| 1997  | 1998  | 1999  | 2000  | 2001  | 2002  | 2003  | 2004  | 2005  | 2006  |
| ----- | ----- | ----- | ----- | ----- | ----- | ----- | ----- | ----- | ----- |
| 1037  | ↗1091 | ↗1119 | ↘1117 | ↘1041 | ↘1024 | ↘1017 | ↘978  | ↘918  | ↘897  |
| 2007  | 2008  | 2009  | 2010  | 2011  | 2012  | 2013  | 2014  | 2015  | 2016  |
| ↗910  | →910  | ↘891  | ↘843  | ↘840  | ↗1081 | ↘1075 | ↘1037 | ↗1039 | ↗1041 |
| 2017  | 2018  | 2019  | 2020  | 2021  |       |       |       |       |       |
| ↘1026 | ↘1003 | ↘969  | ↘953  | ↘926  |       |       |       |       |       |

По результатам Всероссийской переписи населения 2010 года, численность населения муниципального образования составила 843 человека, в том числе 399 мужчин и 444 женщины. Оценка Росстата на 1 января 2012 года — 1081 человек.

## Населённые пункты
В состав сельского поселения входит 4 населённых пункта:
- село Асямовка,
- село Бурлинка,
- село Гусиная Ляга,
- село Партизанское.

### Упразднённые населённые пункты
- Берёзовка, упразднённое в 1962 г. село
- Котловановка, упразднённое в 1959 г. село